# Paedagogia Christiana
Paedagogia Christiana – półrocznik wydawany na Uniwersytecie Mikołaja Kopernika od 1997 roku. Założycielem czasopisma jest ks. prof. dr hab. Jerzy Bagrowicz, który przez wiele lat był także redaktorem naczelnym. Obecnie funkcję redaktora naukowego pełni dr hab. Jarosław Horowski, prof. UMK. 
Czasopismo poświęcone jest pedagogice religii oraz pedagogice chrześcijańskiej. W każdym zeszyci zawarte są cztery działy: Artykuły i rozprawy, Z pedagogiki rodziny, Sprawozdania i Recenzje. 
Pismo przedstawia chrześcijańskie inspiracje i tradycje w wychowaniu i refleksje o nim. Publikowane są prace z zakresu filozoficzno-antropologicznych i biblijno-teologicznych podstaw wychowania człowieka, z problematyki wychowania obecnej w nauczaniu Kościoła katolickiego oraz innym problemom z zakresu edukacji religijnej. Innym zagadnieniem, opisywanym w czasopiśmie, jest problematyka wychowania człowieka w społeczeństwie pluralistycznym i wielokulturowym.